# Papagai de Timor
El papagai de Timor (Aprosmictus jonquillaceus) és una espècie d'ocell de la família dels psitàcids que habita els boscos de l'illa de Timor, Roti i Wetar, a les illes Petites de la Sonda.